# Celama berbertonensis
Celama berbertonensis är en fjärilsart som beskrevs av Van Son 1933. Celama berbertonensis ingår i släktet Celama och familjen trågspinnare. Inga underarter finns listade i Catalogue of Life.